# Bonilla de la Sierra
Bonilla de la Sierra è un comune spagnolo di 172 abitanti situato nella comunità autonoma di Castiglia e León.